# River Jordan
River Jordan är ett vattendrag i Australien. Det ligger i delstaten Tasmanien, i den sydöstra delen av landet, omkring 18 kilometer norr om delstatshuvudstaden Hobart.
Trakten runt River Jordan består i huvudsak av gräsmarker. Runt River Jordan är det ganska tätbefolkat, med 108 invånare per kvadratkilometer. Genomsnittlig årsnederbörd är 697 millimeter. Den regnigaste månaden är juli, med i genomsnitt 78 mm nederbörd, och den torraste är februari, med 41 mm nederbörd.